# Deionte Thompson
Deionte Thompson (Orange, 11 febbraio 1997) è un giocatore di football americano statunitense che milita nel ruolo di safety per gli Arizona Cardinals della National Football League (NFL).

## Carriera professionistica

### Arizona Cardinals
Thompson fu scelto nel corso del quinto giro (139º assoluto) del Draft NFL 2019 dagli Arizona Cardinals. Debuttò come professionista subentrando nella gara della settimana 1 pareggiata contro i Detroit Lions senza fare registrare alcuna statistica. Sette giorni dopo disputò la prima partita come titolare contro i Baltimore Ravens. La sua stagione da rookie si chiuse con 18 tackle in 11 presenze, 2 delle quali come titolare.